# Catalina Berroa
María Catalina Prudencia Román de Berroa Ojea (28 de febrero de 1849 en Trinidad– 23 de noviembre de 1911, La Trinidad) fue una pianista, profesora y compositora cubana. Fue la primera directora de orquesta de Cuba y la mujer que inició el movimiento de la canción en la ciudad de La Trinidad.

## Vida y carrera
Catalina Berroa estudió con maestros locales para dominar varios instrumentos. Además del piano, fue intérprete de  guitarra, clarinete, violonchelo,  flauta y  mandolina. También fue violinista de la orquesta del Teatro Brunet, donde se presentaban compañías de zarzuelas, organista de la Iglesia de San Francisco de Asís y directora del coro de la Iglesia de la Santísima Trinidad, para la que hizo numerosos arreglos y transcripciones musicales.
Fundó e integró un trío de cámara juntamente con los músicos Manuel Jiménez (violín) y Ana Luisa Vivanco (piano), con el que participaron en distintas veladas culturales promovidas por ella en la Sociedad La Luz, contribuyendo así en el desarrollo cultural de la villa. En el año 1891 fue nombrada presidenta de la sección filarmónica de esa sociedad.
Como compositora creó varias canciones para voces y guitarra, plasmando en ellas una concepción tímbrica, melódica y rítmica influenciadas por las sonoridades de las canciones traídas por las migraciones europeas, africanas y de zonas circundantes. También compuso guarachas, himnos, valses y obras religiosas para voz y piano y para voz y órgano.
Como pedagoga dirigió su propia academia de música en La Trinidad donde formó a numerosos estudiantes, incluyendo a su sobrino, el pianista y compositor Lico Jiménez.

## Obra
Berroa compuso canciones, guarachas, himnos, música litúrgica y sagrada. Algunas obras seleccionadas incluyen:
- Canción La trinitaria, 1867
- Canción a Belisa y La Josefa, 1902
- Condenado, El talismán, La conciencia, La súplica, Rosa gentil, todas para voz y guitarra
- Guaracha de La Habana al Cerro, La cena del gato
- Marcha Conchita
- Música religiosa Flores de mayo, para corno y piano
- La virgen de Cuba, para coro
- Osalutaris, para voz y órgano
- Salve a dos voces, para voz y órgano
- Vals Cecilia, para piano y banda
- El negro Miguel y Las flores, para piano.

Su música ha sido grabada y emitida en medios de comunicación, incluyendo:
- Recital vocal: Provedo, Lucy - PALAU, R.L./SANCHEZ, J.P./DE BLANCK, H./ANCKERMANN, C./AGUERO, G./JIMENEZ, J.M. (La Perla) Colibri CD-091